# تومي روجرز
تومي روجرز (بالإنجليزية: Tommy Rogers)‏ هو مصارع محترف أمريكي، ولد في 14 مايو 1961 في سانت بيترسبرغ في الولايات المتحدة، وتوفي في 1 يونيو 2015 في هونولولو في الولايات المتحدة.

## روابط خارجية
- تومي روجرز على موقع CageMatch worker (الإنجليزية)
- تومي روجرز على موقع قاعدة بيانات المصارعة على الإنترنت (الإنجليزية)